# Sessue Hayakawa
Sessue Hayakawa (早川 雪洲, Hayakawa Sesshū, 10 de junho de 1889, em Nanaura (hoje Minamibōsō), Chiba, Japão - 23 de novembro de 1973, em Tóquio) foi um ator, productor e realizador japonês que atuou em filmes norte americanos e japoneses.
Hayakawa foi o primeiro ator asiático a alcançar o estatuto de estrela de cinema nos Estados Unidos e na Europa. Durante os anos 20, foi tão famoso como Charlie Chaplin. Representou em mais de 80 filmes, alguns em DVD.
Ficou conhecido pela sua interpretação no filme "A Ponte do Rio Kwai", no papel do Coronel Saito, para o qual foi nomeado para um Óscar de óscar de melhor ator secundário, em 1957.
Tem uma estrela no passeio da Fama, em Vine Street, n.º 1645, em Hollywood, que lhe foi atribuída pelas suas contribuições para a indústria cinematográfica.

## Prémios e nomeações
| Ano  | Categoria                       | Filme               | Resultado |
| ---- | ------------------------------- | ------------------- | --------- |
| 1957 | Óscar de melhor ator secundário | A Ponte do Rio Kwai | Nomeado   |